# Trissomia 22
A Trissomia 22 refere-se à aneuploidia onde existem três cópias do cromossomo 22, ao invés de duas. A trissomia 22 é causa comum de abortamentos espontâneos nos três primeiros meses de gravidez, em raros casos, houve gestação até o sexto mês. São raros os casos de nascimento de bebês portadores da trissomia, que geralmente morrem antes do primeiro ano de vida.
A Trissomia 22 é a segunda trissomia autossômica mais comum em abortos espontâneos e refere-se à aneuploidia (Que é a célula que teve o seu material genético alterado, sendo portador de um número cromossômico diferente do normal da espécie. Podendo ter uma diminuição ou aumento do número de pares de cromossomos, porém não de todos.) onde existem três cópias do cromossomo 22, ao invés de duas. A trissomia 22 é causa comum de abortamentos espontâneos nos três primeiros meses de gravidez, em raros casos, houve gestação até o sexto mês. São raros os casos de nascimento de bebês portadores da trissomia, que geralmente morrem antes do primeiro ano de vida menos que 1 de 30.000 fetos nascem vivos. Podem apresentar aumento da medida da translucência nucal, dismorfismo craniofacial, ascite, edema de pele, malformação cerebelar e do trato gastrintestinal, defeitos cardíacos complexos, anomalias urogenitais e de extremidades, e ainda restrição de crescimento.
A Trissomia 22 muitas vezes é confundida com outras anomalias presentes no cromossomo 22, como por exemplo: "Sindrome do Olho de Gato", "ânus imperfurado", dentre outras anomalias, que ocorrem quando o cromossomo 22, em dissomia (par normal), possui algum segmento faltando ou sobrando no cromossomo 22, levando a certas malformações que são, porém, tratáveis com cirurgia.
A ausência de literatura de qualidade sobre a Trissomia completa do 22 na internet (em português), e a correlação com anomalias no cromossomo 22 em dissomia (onde são mostradas fotos de crianças, jovens e as vezes até adultos, vivos, que possuem alguma anomalia nesse cromossomo 22, em dissomia), muitas vezes levam os casais que vivenciam a dura realidade de passar por problemas relacionados à identificação dessa trissomia em seus bebês, a criar falsas expectativas com relação à expectativa de vida do bebê fora do útero. A realidade é que existem muitos casos de óbitos neonatal que podem ser causados pela trissomia completa do 22, mas não são descobertos devido à ausência dos exames que detectam tais condições genéticas.
Se seu bebê apresentar translucência nucal alterada, existe grande possibilidade que seja alguma anomalia genética, embora exista uma chance também de ser um "falso positivo" uma vez que a medição da translucência nucal, por si só, não comprova que exista alguma anomalia genética fetal. Ela é apenas um forte indicativo que pode haver algum problema.
Caso a medição da translucência nucal do seu bebê indique alterações, procure imediatamente um médico especialista em medicina fetal, para o devido colhimento de material para análise mais detalhada (Cariótipo) e, caso alguma anomalia genética seja detectada, procure imediatamente um médico geneticista, para orientações a respeito da condição fetal e informações detalhadas das expectativa de vida do bebê, considerando a anomalia genética detectada.